# Cocon
Pour les articles homonymes, voir Cocon (homonymie).

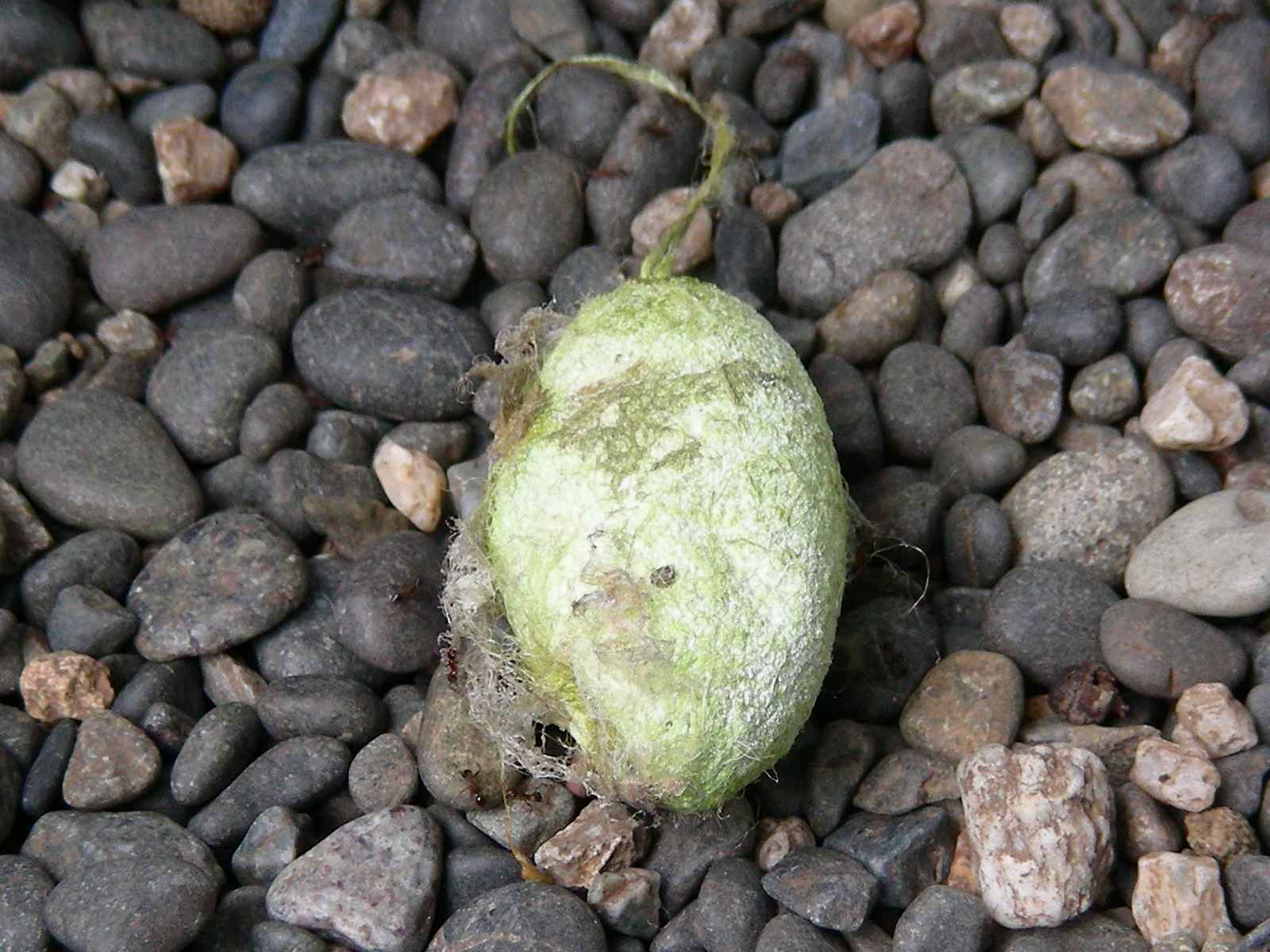
Cocon de saturnie du chêne du Japon.

Le cocon est l'enveloppe que file la larve de certains insectes pour s'y transformer. On appelle aussi cocon le sac que les araignées filent en y introduisant leurs œufs, ou le réceptacle qui contient plusieurs œufs fécondés chez les Annélides oligochètes.

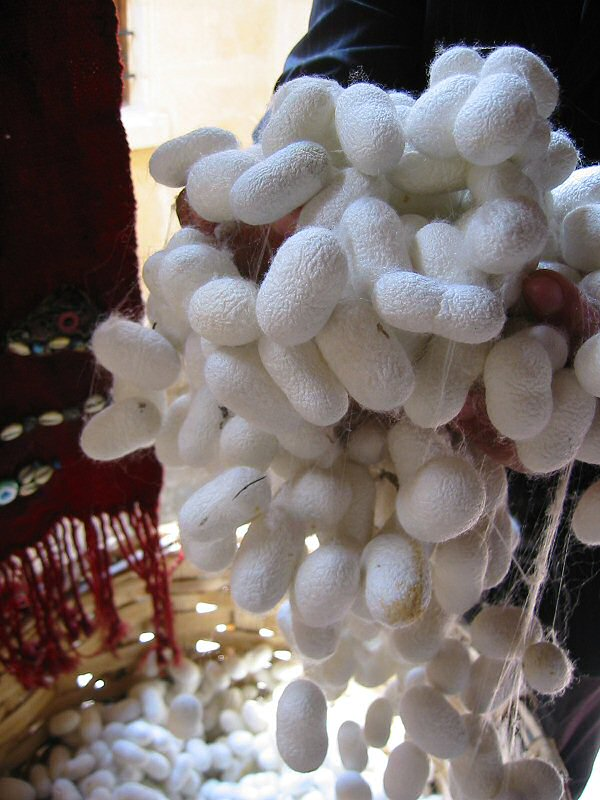
Cocons de ver à soie (appelé follicule en soierie)

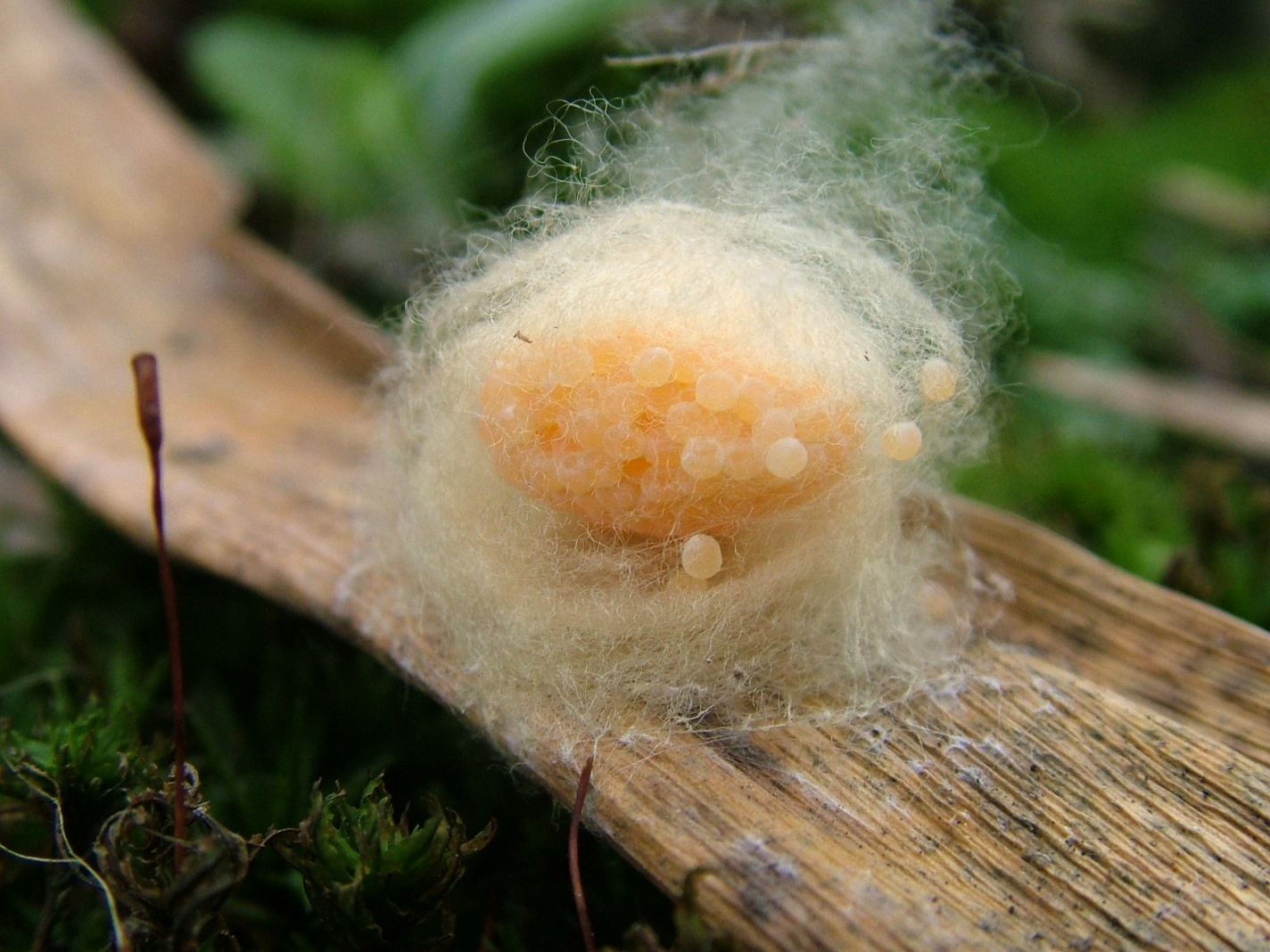
Cocon d'araignée avec ses œufs

## Les animaux concernés

### Les animaux effectuant leur métamorphose dans un cocon[1],[2]
Certaines espèces s’enferment dans un cocon lors de leur passage à la forme adulte. Chez ces espèces, les nymphes, stade intermédiaire entre le stade larvaire et le stade adulte, effectuent leur métamorphose dans un cocon. Il leur permet de se protéger des prédateurs et des intempéries alors qu’elles sont inactives et incapables de se défendre. C’est le cas des chenilles des Lépidoptères qui tissent un cocon autour de leur chrysalide afin de se transformer en papillon. De même, les Trichoptères, les puces (Siphonaptères), les Planipennes, certains Thysanoptères, certains Hyménoptères (Fourmis, Abeilles…) et les Diptères se nymphosent dans un cocon de soie.
Chez les fourmis, seules les espèces des sous-familles Ponérines et Formicines s’enferment dans un cocon pour se métamorphoser. Deux à trois semaines plus tard, ce sont les ouvrières qui ouvrent les cocons avec leurs mandibules pour en faire sortir les jeunes fourmis.

### Les animaux utilisant un cocon pour les œufs
D’autres animaux tissent des cocons et y enferment leurs œufs pour les protéger des conditions extérieures et des prédateurs. En effet, les femelles d’araignées enferment leurs œufs dans des cocons. Les petits n’en sortent pas directement après l’éclosion mais hibernent à l’intérieur de ceux-ci et en sortent au printemps. Une fois sortis du cocon, les jeunes restent ensemble et tissent une toile tridimensionnelle commune. Les jeunes se séparent ensuite et se mettent à tisser une toile individuelle.
Les femelles des Planipennes, des Psocidés et de deux espèces de Gomphidés (lestinogomphus et ictionogomphus) filent également un cocon pour enfermer leurs œufs.

## Représentation au cinéma
La symbolique de la métamorphose de la chenille en papillon au travers du cocon a inspiré le cinéma :
- Dans Cocoon, des personnes âgées rajeunissent en se baignant dans une piscine, dans laquelle se trouvent des cocons qui abritent des extraterrestres hibernant.
- Dans Blue Monkey, film d'horreur fantastique, les êtres humains servent de cocons aux larves d'un insecte mutant.